# Puerto Serrano
Puerto Serrano település Spanyolországban, Cádiz tartományban. Puerto Serrano Algodonales, Villamartín, El Coronil, Montellano, Morón de la Frontera és Coripe községekkel határos. Lakosainak száma 6898 fő (2024).

## Népesség
A település népessége az utóbbi években az alábbiak szerint változott:
| Lakosok száma | 6789 | 6828 | 6960 | 7116 | 7156 | 7127 | 7111 | 6941 | 6954 | 6898 |
|               | 2001 | 2004 | 2006 | 2009 | 2011 | 2014 | 2016 | 2019 | 2021 | 2024 |